# متسانة
مِتْسانة أو مِتْسَاني أو (نقحرة: ميتساني) (بالإيطالية: Mezzani)‏ هي بلدية في مقاطعة بارما في إقليم إميليا رومانيا الإيطالي.

## السكان
في سنة 1861 بلغ عدد السكان 4٬237 نسمة، وتطور العدد ليصل في سنة 2011 لـ 3٬382 نسمة.
يظهر هذا المخطط البياني تطور النمو السكاني لـ مِتسانة

## معرض صور

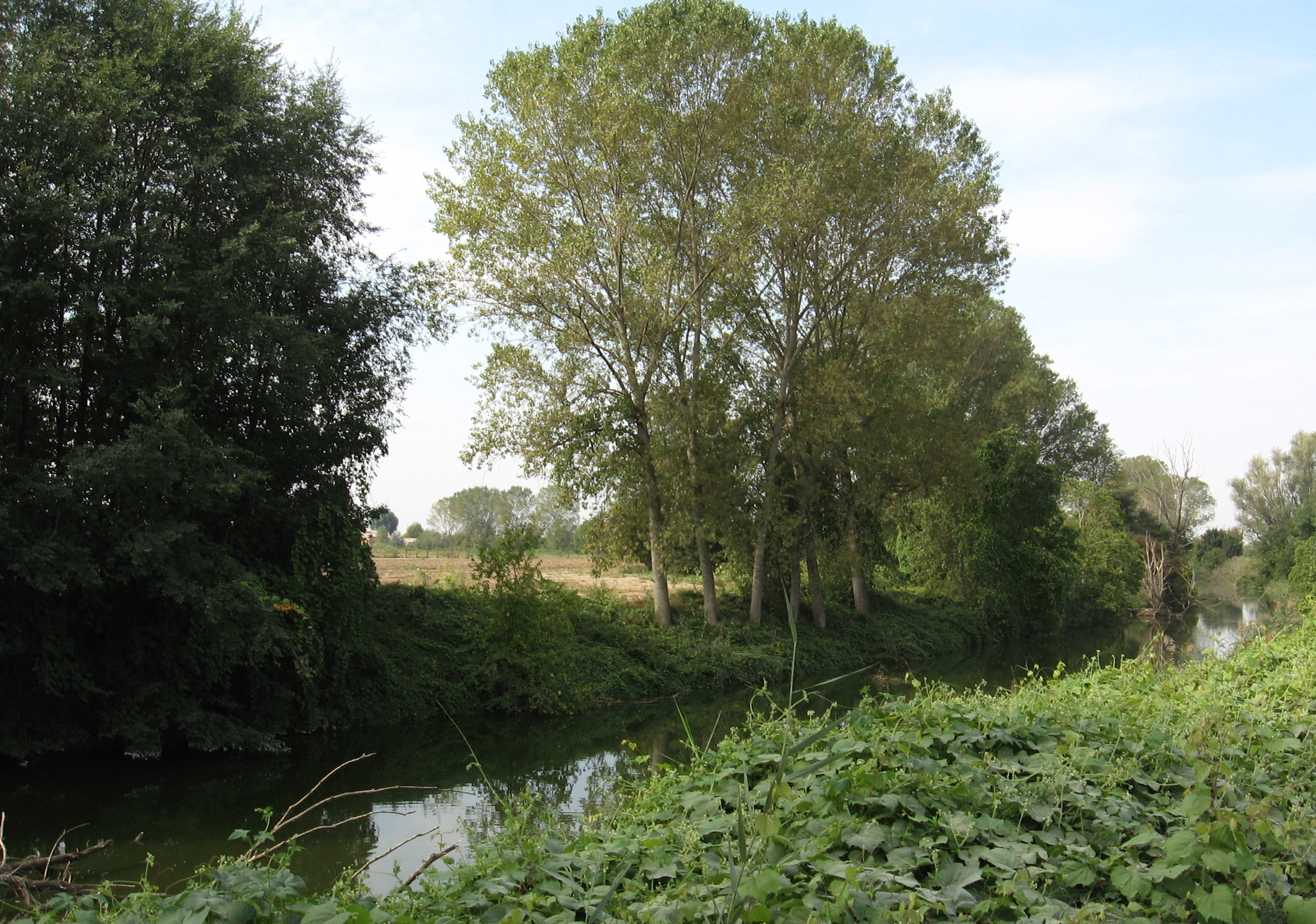
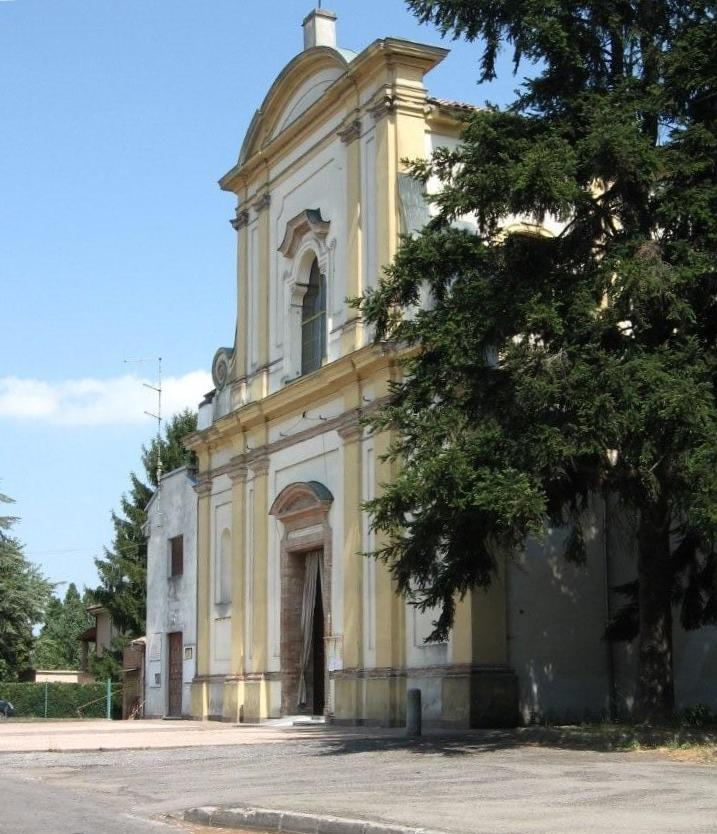
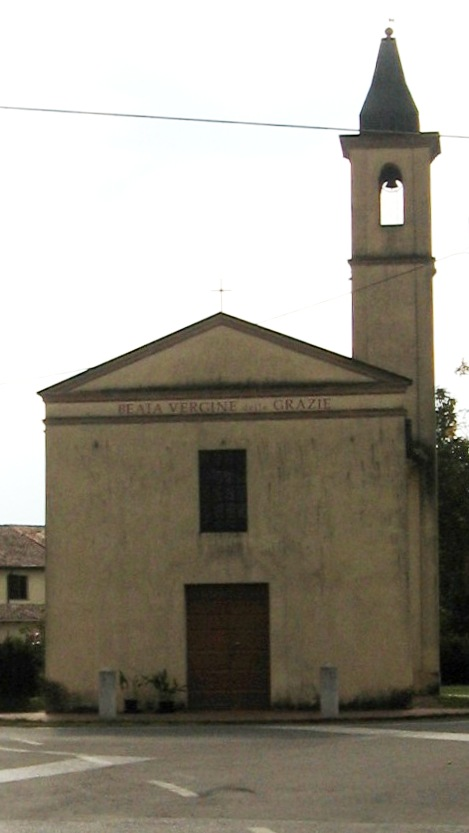
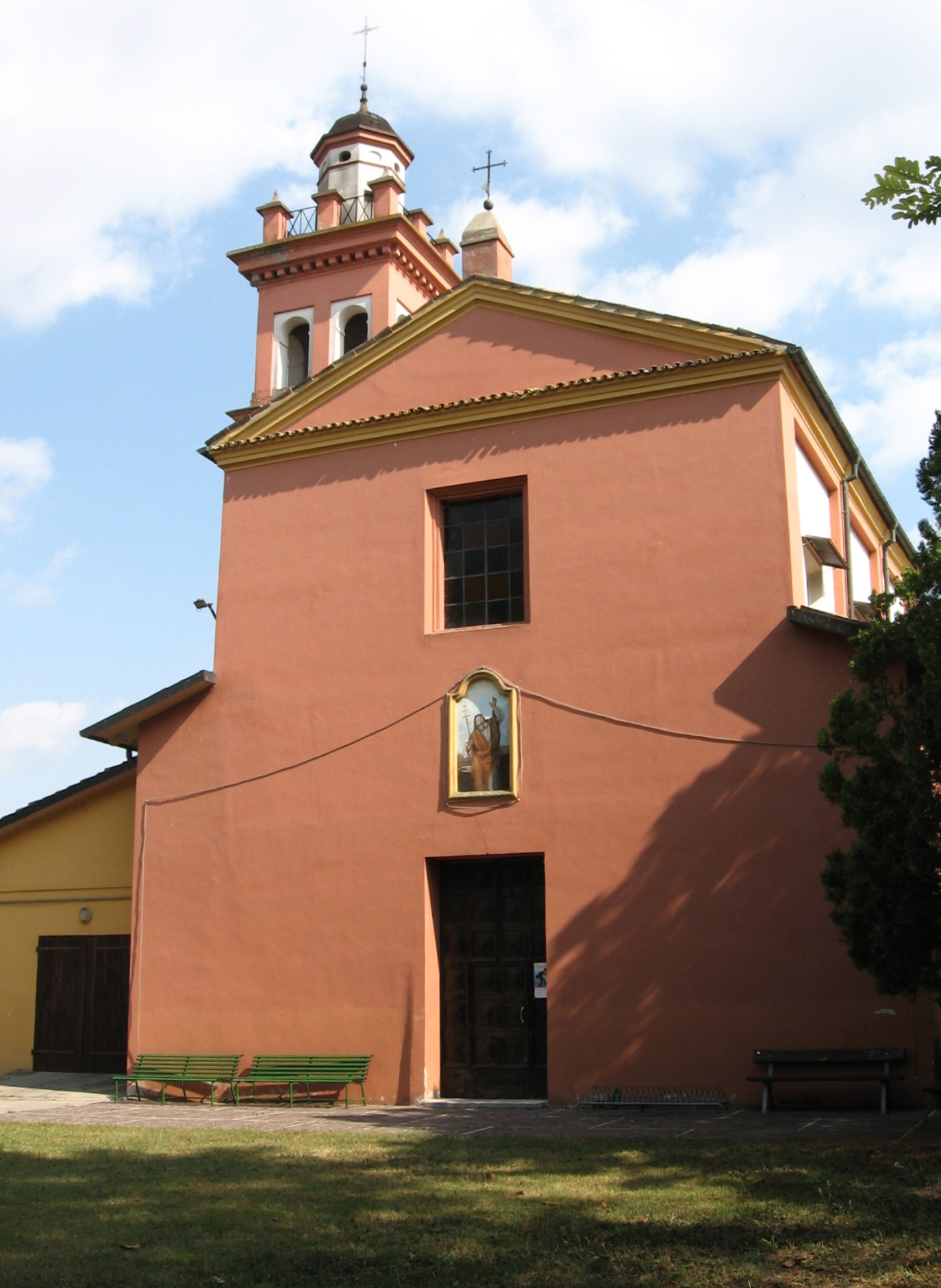
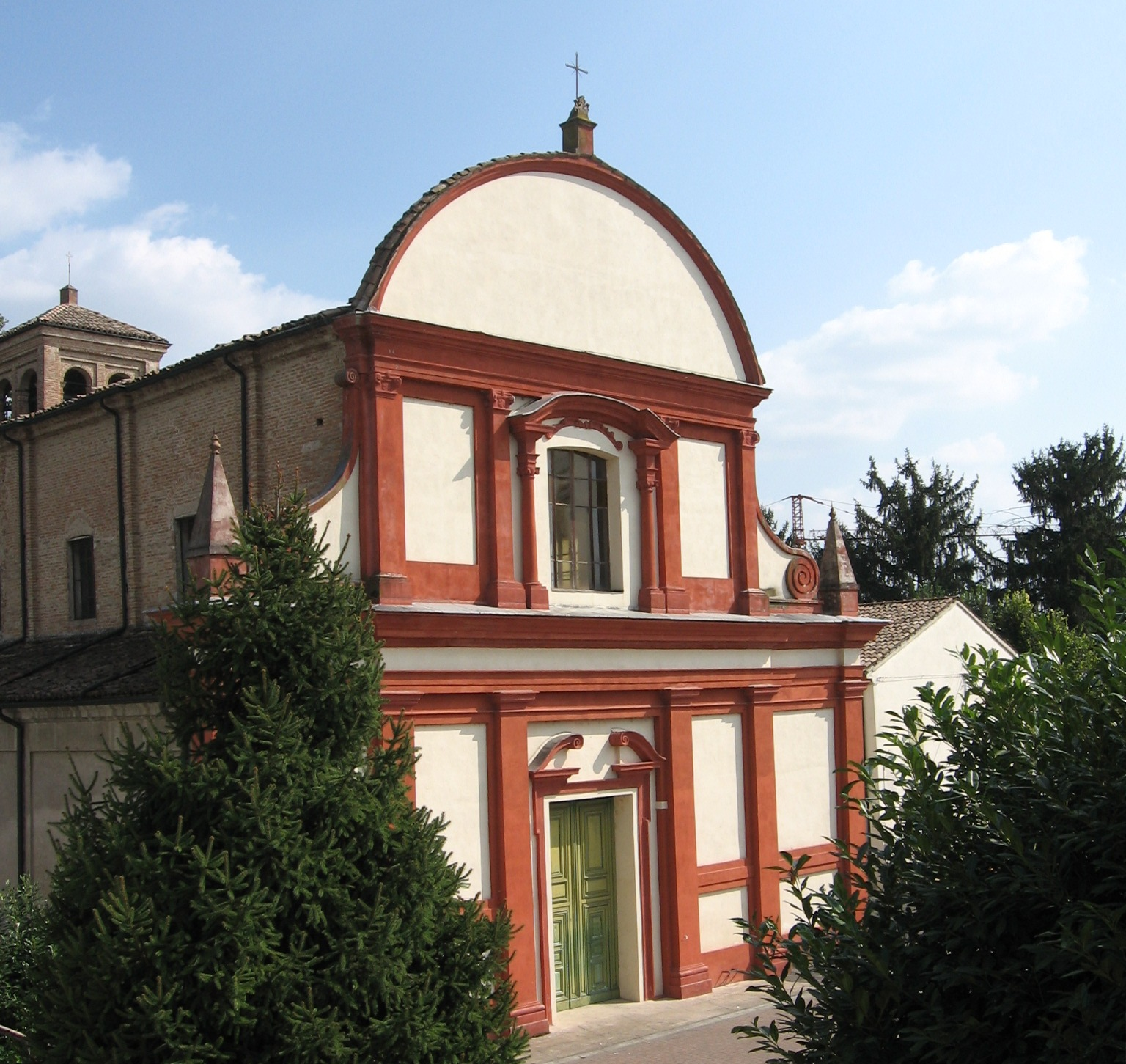